# Giro dell'Appennino 1946
Il Giro dell'Appennino 1946, settima edizione della corsa (all'epoca nota come "Circuito dell'Appennino"), si svolse il 4 agosto 1946 su un percorso di 140 km con partenza e arrivo a Pontedecimo. Riservato a indipendenti e dilettanti, fu vinto dall'italiano Enrico Mollo, che completò il percorso in 4h23'00" precedendo per distacco i connazionali Vittorio Rossello ed Egidio Feruglio; conclusero la prova 34 dei 92 ciclisti al via (su 103 iscritti).

## Percorso
La gara si svolse sul classico percorso delle precedenti edizioni: dopo il via da Pontedecimo superò nell'ordine il Passo dei Giovi, Novi Ligure, di nuovo il Passo dei Giovi, Pontedecimo, Campomorone, il Passo della Bocchetta, Voltaggio, il Passo della Castagnola e per la terza volta il Passo dei Giovi, per concludersi a Pontedecimo dopo 140 km.

## Ordine d'arrivo (Top 10)
| Pos. | Corridore         | Squadra      | Tempo    |
| ---- | ----------------- | ------------ | -------- |
| 1    | Enrico Mollo      | U.S. Ausonia | 4h23'00" |
| 2    | Vittorio Rossello | S.C. Olmo    | a 1'40"  |
| 3    | Egidio Feruglio   | V.C. Bassano | s.t.     |
| 4    | Luciano Parodi    | G.S. SIOF    | a 2'10"  |
| 5    | Luigi Cafferata   | S.C. Aurora  | a 2'55"  |
| 6    | Pio Guerra        | P. Vogherese | a 4'10"  |
| 7    | Michele Motta     | -            | s.t.     |
| 8    | Italo De Zan      | P. Monzese   | s.t.     |
| 9    | Luigi Malabrocca  | S.C. Ursus   | s.t.     |
| 10   | Carlo Giorgi      | -            | s.t.     |